# Edina (Minnesota)
Edina è una città degli Stati Uniti d'America, nella Contea di Hennepin, nello Stato del Minnesota.